# فرودگاه بنیامین ریویرا نرییگا
فرودگاه بنیامین ریویرا نرییگا (به انگلیسی: Benjamín Rivera Noriega Airport) یک فرودگاه همگانی بهره‌برداری هوایی با کد یاتا CPX است که یک باند فرود آسفالت دارد. این فرودگاه در کشور پورتوریکو قرار دارد.